# Marcel Hertogs
Marcel Hertogs (11 maart 1945), is een voormalige Belgische atleet, die gespecialiseerd was in het hamerslingeren en het discuswerpen. Hij nam eenmaal deel aan de Europese kampioenschappen en veroverde op twee nummers zeven Belgische titels.

## Biografie
Hertogs behaalde tussen 1965 en 1972 zes Belgische titels in het hamerslingeren, waarvan vijf opeenvolgende. In 1966 veroverde hij ook één titel in het discuswerpen. Hij nam op beide nummers deel aan de Europese kampioenschappen van 1966 in Boedapest, waar hij telkens uitgeschakeld werd in de kwalificaties.
Hertogs verbeterde in 1965 met 55,84 m het Belgisch record hamerslingeren van Henri Haest. In opeenvolgende verbeteringen bracht hij het in 1968 naar 60,60.

### Clubs
Hertogs was aangesloten bij Antwerp AC.

### Acteur
Hertogs had als crimineel (Bastens) een bijrol in de VRT-serie Langs de Kade. Later vertolkte hij een gastrol in F.C. De Kampioenen.
In 1992 vertolkte hij ook een bijrol als verpleger in de film van Kiekeboe - Het Witte Bloed.

## Belgische kampioenschappen
| Onderdeel      | Jaar                               |
| -------------- | ---------------------------------- |
| hamerslingeren | 1965, 1966, 1967, 1968, 1969, 1972 |
| discuswerpen   | 1966                               |

## Persoonlijke records
| Onderdeel      | Prestatie | Datum       | Plaats    |
| -------------- | --------- | ----------- | --------- |
| hamerslingeren | 60,60 m   | 6 juli 1968 | Antwerpen |
| discuswerpen   | 50,98 m   |             |           |

## Palmares

### hamerslingeren
- 1965:  BK AC – 52,26 m
- 1966:  BK AC – 53,97 m
- 1966: kwal. EK in Boedapest – 52,36 m
- 1967:  BK AC – 57,96 m
- 1968:  BK AC – 53,96 m
- 1969:  BK AC – 57,82 m
- 1972:  BK AC – 56,68 m

### discuswerpen
- 1966:  BK AC – 49,56 m
- 1966: kwal. EK in Boedapest – 47,36 m